# Asbjørn Herteig
Asbjørn Herteig, född 15 februari 1919 i Hadsel, död 2 oktober 2006 i Bergen, var en norsk arkeolog.
Herteig blev magister artium 1952. Han arbetade först som konservator och blev därefter förste konservator vid Historisk Museum i Bergen, och vid Universitetet i Bergen från 1959 till 1989.
Herteig ledde utgrävningarna vid Bryggen i Bergen från 1955 och gjorde en betydande insats för dess bevarande. Han författade bland annat Bidrag til jernalderens busetningshistorie på Toten (1955) och Kongers havn og handels sete (1969).